# Ullstein
Ullstein war eine bedeutende Unternehmerfamilie in Franken, Leipzig und Berlin.

## Geschichte
Seit dem 18. Jahrhundert sind jüdische Familienmitglieder der Familie Ullmann bekannt. 1816 änderte Hajum Hirsch den Namen in Ullstein. Dessen Sohn Leopold Ullstein gründete den Ullstein Verlag in Berlin, der unter seinen Söhnen und Enkeln zum größten Verlagshaus Europas wurde. Nach 1952 wurde dieser weitergeführt.

## Familienmitglieder
- Jacob Ullmann, in Bamberg
  - Moses Jacob Ullmann, Kaufmann, besuchte 1715–1717 die Leipziger Messe
    - Jechiel Ulman (1719–1807), in Fürth
      - Moses Ullmann (1748–1829), Papierhändler in Fürth
        - Hajum Hirsch Uhlmann (1792–1875), Papiergroßhändler in Fürth, verheiratet mit Hannah Wolf (1794–1858), Tochter eines Spiegelfabrikanten[1]
          - Isaak Ullstein (1820–1862), Papiergroßhändler in Leipzig
          - Julius Ullstein (1823–1896), Papiergroßhändler in Leipzig
            - Ferdinand Eduard Ullstein (1862–1912), Papierfabrikant in Leipzig

          - Sophie Ullstein (1824–1892)
          - Leopold Ullstein (früher Löb) (1826–1899), Verleger in Berlin, Gründer des Ullstein Verlages
            - Hans Ullstein (1859–1935), Verleger in Berlin
              - Karl Ullstein (1893–1964), Verleger in Berlin[2]

            - Louis-Ferdinand Ullstein (1863–1933), deutscher Verleger in Berlin
              - Heinz Ullstein (1893–1973), Schauspieler und Verleger
                - Leopold Ullstein jun. (1906–1995), Verleger[3]

            - Franz Ullstein (1868–1945), Verleger in Berlin[4]
            - Rudolf Ullstein (1874–1964), Verleger in Berlin
            - Hermann Ullstein (1875–1943), Verleger in Berlin

          - Max Wilhelm Ullstein (1836–1895), brasilianischer Konsul